# Паэс, Эдуардо
Эдуардо Паэс (Эдуарду, порт. Eduardo Paes; род. 14 ноября 1969, Рио-де-Жанейро) — бразильский государственный и политический деятель. Мэр города Рио-де-Жанейро с 2021 года. С 2009 по 2012 год уже был мэром Рио-де-Жанейро, а затем переизбран на второй срок с 2013 по 2016 год. Сменил множество политических сил, среди которых: Зелёная партия, Партия либерального фронта, Бразильская рабочая партия, Бразильская социал-демократическая партия, Бразильское демократическое движение, Демократы и, наконец, Социал-демократическая партия.

## Биография
12 августа 2012 года на церемонии закрытия Летних Олимпийских игр получил олимпийский флаг через Жака Рогге от мэра Лондона Бориса Джонсона. Эдуардо Паэс был известным резким критиком президента Луиса Инасиу Лулы да Силвы, особенно во время скандала в 2005 году, связанного с предполагаемыми выплатами конгрессменам за голоса. Когда он стал мэром Рио-де-Жанейро, скандалы с его участием продолжились.
Во время подачи заявок, подготовки и проведения Летних Олимпийских игр 2016 года в Рио-же-Жанейро в должности мэра он столкнулся со многими проблемами, уравновешивая требования и возможности проведения Олимпийских игр с потребностями кариок (жителей Рио-де-Жанейро). В 2018 году неудачно баллотировался на пост губернатора штата Рио-де-Жанейро. В 2020 году был избран на третий срок мэром Рио-де-Жанейро, победив во втором туре Марсело Кривеллу.

## Личная жизнь
Женат, имеет двоих детей. Урождённый католик, перешёл в баптизм, но затем вернулся в католичество.

## Награды
- Орден «За заслуги в воздухоплавании» (Бразилия)[11]

## Примечание
1. 1 2 3 4 5  http://divulgacandcontas.tse.jus.br/divulga/#/candidato/2012/1699/60011/190000004018
2. ↑  https://divulgacandcontas.tse.jus.br/divulga/#/candidato/SUDESTE/RJ/2045202024/190002135253/2024/60011
3. ↑  Eduardo Paes is elected the mayor of Rio de Janeiro (in Portuguese). Globo.com. 27 октября 2008. Архивировано 21 августа 2017. Дата обращения: 22 марта 2021.
4. ↑  The mayor who brought the Olympics to Rio de Janeiro. Архивировано 25 октября 2018. Дата обращения: 22 марта 2021.
5. ↑  Taylor, Adam. Mayor Of Rio Accused Of Paying Rivals $500,000 To Drop Out Of Election. Business Insider (1 октября 2012). Дата обращения: 22 июня 2014. Архивировано 4 марта 2016 года.
6. ↑  Jonathan Watts (11 июля 2016). Cities: Rio mayor Eduardo Paes: 'The Olympics are a missed opportunity for Brazil'. The Guardian. Архивировано 20 апреля 2021. Дата обращения: 22 марта 2021.
7. ↑  Paes e Crivella disputarão o segundo turno das eleições no Rio (бр. порт.). G1. Дата обращения: 22 марта 2021. Архивировано 20 января 2021 года.
8. ↑  Eduardo Paes, do DEM, é eleito prefeito do Rio de Janeiro (бр. порт.). G1. Дата обращения: 22 марта 2021. Архивировано 25 января 2021 года.
9. ↑  Eduardo Paes responde sobre problemas do RJ | Brasil | Pleno.News. Дата обращения: 22 марта 2021. Архивировано 22 октября 2021 года.
10. ↑  https://www.noticias.yahoo.com/amphtml/perfil-eduardo-paes.html
11. ↑  Источник. Дата обращения: 29 марта 2021. Архивировано 25 января 2021 года.